# Lijst van nummer 1-hits in de Nederlandse Single Top 100 in 2018
Deze hits stonden in 2018 op nummer 1 in de Nederlandse Single Top 100.
| Nummer | Datum        | Artiest                                                              | Titel                           |
| ------ | ------------ | -------------------------------------------------------------------- | ------------------------------- |
| 780    | 6 januari    | Ronnie Flex & Maan                                                   | Blijf Bij Mij                   |
| 779    | 13 januari   | Ed Sheeran & Beyoncé                                                 | Perfect/Perfect duet            |
| 781    | 20 januari   | Bizzey, Kraantje Pappie, Chivv & Yung Felix                          | Ja!                             |
|        | 27 januari   | Bizzey, Kraantje Pappie, Chivv & Yung Felix                          | Ja!                             |
| 782    | 3 februari   | Boef                                                                 | Antwoord                        |
| 783    | 10 februari  | Josylvio                                                             | Catch Up                        |
|        | 17 februari  | Josylvio                                                             | Catch Up                        |
| 784    | 24 februari  | Drake                                                                | God's plan                      |
| 783    | 3 maart      | Josylvio                                                             | Catch Up                        |
| 785    | 10 maart     | Ronnie Flex & Famke Louise                                           | Fan                             |
|        | 17 maart     | Ronnie Flex & Famke Louise                                           | Fan                             |
|        | 24 maart     | Ronnie Flex & Famke Louise                                           | Fan                             |
| 786    | 31 maart     | Ronnie Flex                                                          | Non stop                        |
| 787    | 7 april      | Boef                                                                 | Sofiane                         |
|        | 14 april     | Boef                                                                 | Sofiane                         |
| 788    | 21 april     | Kevin, Lil Kleine & Chivv                                            | Beetje moe                      |
| 789    | 28 april     | Esko, Josylvio & Hansie                                              | Hey meisje                      |
|        | 5 mei        | Esko, Josylvio & Hansie                                              | Hey meisje                      |
| 790    | 12 mei       | Calvin Harris & Dua Lipa                                             | One Kiss                        |
|        | 19 mei       | Calvin Harris & Dua Lipa                                             | One Kiss                        |
|        | 26 mei       | Calvin Harris & Dua Lipa                                             | One Kiss                        |
|        | 2 juni       | Calvin Harris & Dua Lipa                                             | One Kiss                        |
|        | 9 juni       | Calvin Harris & Dua Lipa                                             | One Kiss                        |
|        | 16 juni      | Calvin Harris & Dua Lipa                                             | One Kiss                        |
| 791    | 23 juni      | Broederliefde & Frenna                                               | Hoe je bent                     |
| 792    | 30 juni      | Bizzey & Boef                                                        | Drama                           |
|        | 7 juli       | Bizzey & Boef                                                        | Drama                           |
|        | 14 juli      | Bizzey & Boef                                                        | Drama                           |
| 793    | 21 juli      | $hirak Feat. SBMG, Lil' Kleine, Boef & Ronnie Flex                   | Miljonair                       |
|        | 28 juli      | $hirak Feat. Sbmg, Lil' Kleine, Boef & Ronnie Flex                   | Miljonair                       |
|        | 4 augustus   | $hirak Feat. Sbmg, Lil' Kleine, Boef & Ronnie Flex                   | Miljonair                       |
|        | 11 augustus  | $hirak Feat. Sbmg, Lil' Kleine, Boef & Ronnie Flex                   | Miljonair                       |
| 794    | 18 augustus  | Aya Nakamura                                                         | Djadja                          |
|        | 25 augustus  | Aya Nakamura                                                         | Djadja                          |
|        | 1 september  | Aya Nakamura                                                         | Djadja                          |
|        | 8 september  | Aya Nakamura                                                         | Djadja                          |
| 795    | 15 september | Frenna & Lil' Kleine                                                 | Verleden tijd                   |
|        | 22 september | Frenna & Lil' Kleine                                                 | Verleden tijd                   |
|        | 29 september | Frenna & Lil' Kleine                                                 | Verleden tijd                   |
|        | 6 oktober    | Frenna & Lil' Kleine                                                 | Verleden tijd                   |
|        | 13 oktober   | Frenna & Lil' Kleine                                                 | Verleden tijd                   |
| 796    | 20 oktober   | Bizzey, Frenna, KM & Ramiks                                          | Culo                            |
|        | 27 oktober   | Bizzey, Frenna, KM & Ramiks                                          | Culo                            |
| 797    | 3 november   | Frenna, Boef, Madam Julie ft. Kaeh                                   | Speciaal                        |
| 798    | 10 november  | Davina Michelle                                                      | Duurt te lang                   |
|        | 17 november  | Davina Michelle                                                      | Duurt te lang                   |
|        | 24 november  | Davina Michelle                                                      | Duurt te lang                   |
|        | 1 december   | Davina Michelle                                                      | Duurt te lang                   |
|        | 8 december   | Davina Michelle                                                      | Duurt te lang                   |
|        | 15 december  | Davina Michelle                                                      | Duurt te lang                   |
| 799    | 22 december  | The Blockparty, Esko feat. Mouad Locos, JoeyAK, Young Ellens & Chivv | Huts                            |
| 767    | 29 december  | Mariah Carey                                                         | All I Want For Christmas Is You |